# Sailor Moon
Pretty Guardian Sailor Moon (美少女戦士セーラームーン?, Bishōjo senshi Sērā Mūn, lett. "La bella ragazza guerriera Sailor Moon"), meglio noto semplicemente come Sailor Moon, è un manga di genere mahō shōjo scritto e disegnato da Naoko Takeuchi all'inizio degli anni novanta ed esportato in numerosi paesi esteri. Il manga prende il nome dalla divisa alla marinaretta, indossata dalle guerriere nella serie, che è una rielaborazione della divisa scolastica femminile obbligatoria in molte scuole giapponesi.
Il manga getta le basi con Codename Sailor V, del 1991, per poi nascere ufficialmente con il titolo Bishōjo senshi Sailor Moon, pubblicato dalla Kōdansha sulla rivista Nakayoshi lo stesso anno e in seguito raccolto in 18 tankōbon. Successivamente, andò in onda una trasposizione animata, uscita l'anno seguente e diventata una fra le più note espressioni della cultura pop giapponese del mondo, nonché uno dei maggiori successi dell'animazione giapponese su scala planetaria degli anni novanta presso il pubblico infantile, adolescenziale e di giovani adulti appassionati di anime.
L'adattamento animato è composto da cinque stagioni televisive per un totale di duecento episodi, tre film cinematografici, due cortometraggi e tre special televisivi. Dopo la conclusione della versione animata Sailor Moon sfociò in una trasposizione teatrale, Sailor Moon musical, e in una serie televisiva live action, Bishōjo senshi Sailor Moon.
Come ogni altra serie di grande successo la saga di Sailor Moon ha ispirato e prodotto numerosi articoli da merchandising, dai giocattoli ai videogiochi, dalla cancelleria scolastica fino ai prodotti alimentari. Dal 5 luglio 2014 viene trasmesso un adattamento anime più fedele del manga originale, intitolato Pretty Guardian Sailor Moon Crystal.
In Italia l'anime è stato acquistato da Mediaset, che ha trasmesso dal 1995 al 1997 le prime due stagioni su Canale 5 e le ultime tre su Rete 4, replicando frequentemente l'opera su Italia 1 fino a oggi. Il manga, invece, è stato pubblicato per la prima volta da Star Comics dal 1995 al 1999 con il titolo Sailor Moon, la combattente che veste alla marinaretta; nel 2010, in occasione dello sblocco dei diritti dell'opera, viene pubblicata da GP Publishing una nuova edizione più fedele all'originale con il titolo Pretty Guardian Sailor Moon sotto la supervisione dell'autrice Naoko Takeuchi. L'anime remake Pretty Guardian Sailor Moon Crystal è stato infine acquistato da Rai Ragazzi e trasmesso su Rai Gulp fra il 2016 e il 2017. La serie prosegue con il film diviso in due parti Pretty Guardian Sailor Moon Eternal - Il film, pubblicato in Giappone l'8 gennaio (parte prima) e l'11 febbraio (parte seconda) del 2021, i cui diritti sono stati acquistati da Netflix che li ha proposti sulla propria piattaforma streaming dal 3 giugno 2021, e Pretty Guardian Sailor Moon Cosmos - Il film, pubblicato in Giappone il 9 giugno (parte prima) e il 30 giugno (parte seconda) del 2023.

## Trama
I capitoli del manga, chiamati Act, sono raggruppati in cinque serie: Dark Kingdom, Black Moon, Mugen, Yume e Stars; queste danno vita alle cinque stagioni dell'anime, nonostante in quest'ultimo siano presenti alcune storie inedite.

### Parte I

Il primo cofanetto italiano contenente i DVD della prima serie dell'anime

Dark Kingdom (act 1-14 volumi 1-4, episodi 1-46 della serie TV, episodi 1-14 di Sailor Moon Crystal)
La prima serie, che apre l'intera saga, ruota intorno a Usagi Tsukino, simpatica ragazzina delle scuole medie, un po' pigra e goffa, il cui destino viene segnato dall'incontro con una strana gatta parlante chiamata Luna. Quest'ultima, tramite una spilla dai poteri misteriosi, permette alla protagonista di scoprire di essere una guerriera sailor. La strana creatura spiega a Usagi che il suo compito, oltre quello di proteggere la Terra, è di trovare le altre guerriere Sailor e rintracciare con il loro aiuto la Principessa dell'antico regno lunare, Silver Millennium. Usagi, sotto forma di guerriera, diventa così l'eroina Sailor Moon, la guerriera dell'amore e della giustizia, che si ritroverà, suo malgrado, a scontrarsi con gli emissari del Dark Kingdom, il cui scopo è quello di trovare il cosiddetto Cristallo d'Argento Illusorio, una misteriosa pietra di incredibile energia, capace di risvegliare il loro capo Queen Metalia e potere così dominare sulla Terra e sulla Luna.
Ad aiutare Sailor Moon si uniranno quindi altre quattro guerriere: Ami Mizuno (Sailor Mercury), Rei Hino (Sailor Mars), Makoto Kino (Sailor Jupiter) e Minako Aino (Sailor Venus). Quest'ultima, già attiva prima delle altre guerriere con il nome di Sailor V, viene in un primo momento scambiata per la agognata Principessa della Luna. Durante le loro battaglie le cinque guerriere verranno spesso aiutate anche dalla misteriosa figura di Tuxedo Kamen, che si rivelerà essere in realtà lo studente Mamoru Chiba (universitario nell'anime e liceale nel manga).
Con il progredire della storia si scoprirà che Sailor Moon è proprio la reincarnazione di Princess Serenity del regno di Silver Millennium, custode del Cristallo d'Argento Illusorio, e che Tuxedo Kamen è la reincarnazione di Prince Endymion, principe terrestre innamorato di Serenity. Millenni addietro, durante la battaglia che vide la distruzione del regno della Luna e di quello terrestre per mano di Queen Beryl e del suo esercito, intenti a impossessarsi del potere del cristallo, Prince Endimyon venne ucciso nel tentativo di proteggere la sua amata. Dopo avere assistito alla scena Princess Serenity si suicidò (nel manga e nella serie ONA, negli episodi della serie televisiva perisce nell'attacco di Queen Beryl dopo il suo principe). Proprio durante quest'ultima battaglia nacque il Dark Kingdom. Per scongiurare la fine definitiva però Queen Serenity, la mamma della principessa, utilizzò l'ultimo bagliore di energia del Cristallo d'Argento per permettere alle Guerriere Sailor e i due innamorati di rinascere sulla Terra (solo nella serie televisiva). Lo scontro finale vede Queen Beryl, divenuta potentissima dopo essersi fusa con il potere di Queen Metalia contro  le Guerriere Sailor. Queste ultime donarono la loro possibilità di trasformarsi a Usagi e crollarono stremate al suolo, lasciando all’amica le loro speranze. Usagi sconfiggerà poi Queen Metalia dominando il Cristallo d’Argento Leggendario grazie alla sua fiducia di sé e il sostegno del suo amato Mamoru,  colpendo il punto vitale della sovrana delle tenebre.
Tornati alla vita di sempre, Usagi e Mamoru si scambieranno l’orologio e il fazzoletto nel parco, quando, improvvisamente, dal cielo si apre un varco dal quale esce una bambina che dichiara di chiamarsi Usagi e minaccia con una pistola (che si scoprirà poi essere caricata a rose e coriandoli) la protagonista, ordinandole di cederle il Cristallo d’Argento.

### Parte II
Ail e An (episodi 47-59 della serie TV)
È presente solo nell'anime, per ovviare alla perdita di memoria delle Guerriere Sailor alla fine della prima parte. Ail e An sono due alieni venuti sulla Terra per raccogliere l'energia vitale necessaria a guarire il Makaiju, pianta misteriosa che consente a sua volta ai due ragazzi di ricevere l'energia necessaria a tenerli in vita. L'energia in questione però è quella degli esseri umani, implicando cioè la loro morte. Luna, intuendo il pericolo in vista, restituisce la memoria a Usagi e alle altre quattro guerriere facendole così ritornare a combattere. Mamoru a sua volta, non ricordando del suo amore per Usagi, ma sentendone un forte legame istintivamente, crea dal suo inconscio un alter ego, chiamato Tsukikage no Knight (Cavaliere dell'Ombra Lunare), che aiuterà le guerriere ogni volta che si troveranno in difficoltà. Solo verso la fine della storia anch'egli recupererà la memoria e il suo alter ego sparirà ricongiungendosi con lo stesso Mamoru.
In questa serie vi è la prima perdita dei poteri di Sailor Moon e relativo cambio di spilla, la Crystal Star, da Queen Serenity, madre di Princess Serenity, e con essa Cristallo d'Argento creduto ormai disperso alla fine della battaglia con Queen Beryl. Dopo la distruzione del Makaiju Sailor Moon stessa con il Cristallo d'Argento lo aiuterà a rinascere in un piccolo germoglio che, come Ail e An comprenderanno prima di ripartire in cerca di un nuovo pianeta, solo il potere dell'amore potrà aiutare a crescere per ritornare quello di un tempo.
Black Moon (act 14-26 volume 4-8, episodi 60-89 della serie TV, episodi 15-26 di Sailor Moon Crystal)
Vengono introdotte Chibiusa, Sailor Pluto (guardiana dello spazio-tempo), e Diana, anche se quest'ultima non appare in questa stagione dell'anime, ma nella quarta. Naoko Takeuchi per i primi episodi ha posto come pre-titolo per ogni capitolo il nome Black Moon, nemico di questa saga, eliminandolo però nella seconda edizione dello stesso.
Nel XXX secolo i membri di Black Moon vogliono distruggere la futura Crystal Tokyo governata da Neo-Queen Serenity e King Endymion. Per fare questo hanno bisogno del Cristallo d'Argento da sempre protetto dal regno della Luna. La figlia della Neo-Queen Serenity, Usagi Small Lady Serenity, per dimostrare di essere una vera lady a coloro che la prendevano in giro per il fatto di non possedere alcun potere (cosa risaputa poiché causa del blocco della sua crescita viene specificato solo nel manga), prende il cristallo. Nel momento in cui la madre, scoprendola, cerca di raggiungere la bambina fino all'esterno del Crystal Palace, Crystal Tokyo viene attaccata dal clan di Black Moon. Durante l'attacco la Regina verrà protetta dal Cristallo d'argento che la avvolge e le Guardian Senshi e King Endymion saranno feriti (nella serie televisiva Neo Queen Serenity viene rinchiusa dalle guerriere Sailor in una teca di cristallo per essere protetta, e le stesse successivamente innalzano una barriera intorno al Crystal Palace stesso, ma non prima che King Endymion venga ferito).
Allo scopo di risvegliare la madre la "Small Lady" inizia a pensare che l'unica via di salvezza sia utilizzare il Cristallo d'Argento ma, presa dal panico per la sua incapacità di usare la pietra (e nell'anime per i sensi di colpa per averla fatta sparire), prova ad andare nel passato per recuperarlo. Ruba così la chiave del tempo a Sailor Pluto (nell'anime Sailor Pluto gliela consegna volontariamente) ed è qui che inizia la serie, ovvero con l'arrivo di Usagi SL Serenity nel passato, e vista la presenza di un'altra Usagi, verrà chiamata da tutti Chibiusa. Da qui in poi le differenze tra serie televisiva e manga sono molto più evidenti.
Nella serie televisiva i Black Moon vengono a conoscenza del fatto che l'erede al trono è in possesso della pietra e la inseguono fino al presente, dove avranno a che fare con le guerriere Sailor. Inizialmente a cercare il "Rabbit" (coniglio), come viene chiamata dalla famiglia dei Black Moon, è Rubeus (Ruben nell'edizione italiana), che cercherà di modificare il futuro tentando di contaminare le nove punte che in futuro costituiranno i confini del Crystal Palace, aiutato dalle Sorelle Ayakashi, ma esso viene sconfitto e le quattro Sorelle si pentono diventando così umane. Dopo Rubeus a cercare Small Lady è Esmeraude (Esmeralda), che cercherà di modificare il futuro ampliando i punti della terra in cui si immette l'energia negativa; anch'essa viene sconfitta dalle guerriere dopo un tiro mancino di Wiseman. Prima della sconfitta di Esmeraude Chibiusa viene attaccata nella sua scuola, e avendo inizialmente celato la sua vera identità alle Sailor rivela chi sia in realtà; per questo le guerriere decidono di recarsi con lei nel futuro per salvare Crystal Tokyo. Qui Usagi prende consapevolezza di essere la futura madre di Chibiusa e in quel frangente si scopre anche che la sete di potere di Diamond è dettata dal volere di Wiseman, il suo consigliere, che lo ha ipnotizzato; sete di potere coadiuvata inoltre dal fatto che il Principe di Black Moon è innamorato di Neo Queen Serenity. Si scoprirà poi che Wiseman è in realtà Death Phantom; nell'adattamento italiano queste due figure sono state scisse nei personaggi del Grande Saggio e del Supremo Fantasma.
In conclusione Neo Queen Serenity, Sailor Moon e Chibiusa riusciranno a riportare la pace alla futura Crystal Tokyo e all'attuale Tokyo, sconfiggendo anche gli ultimi nemici, compreso Death Phantom.
Nel manga, come nella serie ONA, la storia si svolge in modo diverso: l'attacco dei Black Moon avviene mentre Neo Queen Serenity insegue la figlia che aveva appena rubato il cristallo d'argento per dimostrare di essere una vera lady e durante questo attacco la regina viene protetta da una bara fatta appunto da cristallo d'argento e autogeneratasi. Tutte le guardian senshi vengono ferite e non potranno ulteriormente contrattaccare. Chibiusa allora ruba la chiave del tempo a Sailor Pluto per potere cercare aiuto nel passato visto che, a causa del mancato risveglio dei suoi poteri, non riesce a utilizzare il Cristallo d'Argento. Mentre la piccola viene inseguita dai Black Moon, da Rubeus e dalle Sorelle Ayakashi per primi, tre delle quattro guerriere Sailor verranno catturate, mentre le quattro sorelle Ayakashi vengono uccise dal Cristallo d'Argento di Sailor Moon. Rubens invece viene ucciso da Wiseman perché aveva scoperto la vera identità di quest'ultimo.
Chibiusa decide di svelare la sua identità e così Usagi, Mamoru e Minako vanno nel futuro con Chibiusa dove conoscono Sailor Pluto. Arrivati nel futuro scoprono ciò che accadrà, ma non potendo restare per un problema di Doppelgänger tornano nel passato. Chibiusa, colta dalla preoccupazione per la sorte degli amici, torna nel futuro di nascosto. Inseguita da Usagi, Mamoru e Minako, Chibiusa verrà catturata e durante la battaglia la stessa Sailor Moon verrà rapita, ma grazie ai suoi poteri riuscirà a liberarsi e a liberare le tre compagne rapite in precedenza. Nulla invece potrà fare per Chibiusa, divenuta la Black Lady, e per Mamoru, anch'egli plagiato da Chibiusa. Usagi quindi cerca di contrastare l'attacco, ma Mamoru le ruba il Cristallo d'Argento. Prince Demand ottiene ambedue i Cristalli d'Argento (passato e futuro) e proprio mentre sta per farli avvicinare (cosa che avrebbe portato alla distruzione di tutto) Sailor Pluto ferma il tempo, cosa che la porterà alla morte. Visto il corpo esanime dell'amica Chibiusa torna normale e i suoi poteri si risvegliano divenendo Sailor Chibi Moon. Sailor Moon attacca il nemico svanendo poi nel nulla; lo stesso accade a Mamoru e finalmente Neo Queen Serenity si risveglia dal suo sonno. Ridestandosi risveglia anche King Endimion e le guerriere Sailor, ed esorta la figlia ad andare ad aiutare Sailor Moon; così, grazie al potere di Sailor Moon e di Sailor Chibi Moon, Death Phantom viene distrutto.
Sailor Moon R The Movie
Sailor Moon R The Movie - La promessa della rosa è un film creato per le sale cinematografiche; non vi è corrispondenza nel manga.

### Parte III
Mugen (acts 27-38 volume 8-13, episodi 90-127 della serie TV, episodi 27-39 di Sailor Moon Crystal)
È la serie centrale, dall'atto 24 al 33 della prima edizione del manga, e dall'act 27 al 38 nelle ultime. Corrisponde alla stagione Sailor Moon S, anche se divergono in molti punti. Il nome deriva dall'Mugen Gakuen (traducibile come Istituto Infinito, nella versione italiana viene chiamata semplicemente scuola Mugen o anche Istituto Mugen), diretta e fondata dal Professor Tomoe e inoltre frequentata da Haruka Ten'ou (Sailor Uranus), Michiru Kaiou (Sailor Neptune) e Hotaru Tomoe (Sailor Saturn), personaggi introdotti in questa serie. Inoltre conosciamo Setsuna Meiou, copertura di Sailor Pluto nell'anime storico, reincarnazione della Sailor Pluto della seconda parte, nel manga.
La terza serie vede protagonista il professor Tomoe, un folle scienziato che si dice disposto a tutto pur di recuperare la famosa Coppa Lunare, nel doppiaggio originale dell'anime e nel manga chiamato semplicemente Seihai, Calice Sacro, conosciuto dai fan con il nome dato nella versione giocattolo Rainbow Moon Chalice. Questo oggetto magico, nell'anime, infatti, dispone di grandiosi poteri che cambiano in base alla natura di colui che riuscirà a utilizzarlo: in mano a un individuo crudele e spietato, infatti, la Coppa diventerà un oggetto di pura distruzione. L'artefatto, però, è occultato e può essere portato alla luce solo quando si riuniranno i tre talismani. A loro volta i tre talismani sono custoditi nel cuore puro e senza macchia di tre persone diverse. Nel manga compare quando Sailor Moon desidera l'unione dei cuori di tutte le guerriere Sailor del sistema solare e non è un oggetto ricercato dai nemici, il cui obiettivo è il Cristallo d'Argento, che, come la Coppa Lunare nell'anime, consentirà il risveglio di Pharaone 90.
Durante tutta la prima fase della terza serie anime le forze del professor Tomoe saranno impegnate nel tentativo di recupero dell'artefatto, mentre le guerriere Sailor troveranno notevoli difficoltà dovute anche alla comparsa di due nuove guerriere, Sailor Uranus e Sailor Neptune, il cui ruolo in principio sembra oscuro e non necessariamente positivo al gruppo delle Sailor: le due, infatti, lavorano da sole e sono estremamente forti, nonché prive di scrupoli, in quanto anche il loro obiettivo sono i talismani.
I talismani nel manga sono già in possesso delle guerriere del sistema solare esterno e la loro risonanza porta all'evocazione di Sailor Saturn, che porterà la fine del mondo. Inoltre i nemici, che cercano, come detto, il Cristallo d'Argento e non il Calice, non tentano di rubare i cristalli del cuore delle persone, ma le loro anime, sotto forma di host, e utilizzano i corpi esanimi come contenitori delle uova di Daimon.
Con il trascorrere degli episodi la verità sui Talismani si farà sempre più chiara finché, con la definitiva comparsa della Coppa Lunare, prende vita la seconda parte della terza serie. In questa seconda fase Chibiusa fa amicizia con Hotaru Tomoe, una ragazzina che non gode di ottima salute e la cui identità rimane per gran parte della serie misteriosa. In questo stesso arco a fare da protagonista della serie, oltre alla già citata amicizia con Chibiusa, è il tentativo dei nemici di ottenere la Coppa Lunare, ora in Mano di Sailor Moon, che grazie a essa si trasforma in Super Sailor Moon. Inoltre continuano a rubare i cristalli del cuore puri al fine di alimentare e risvegliare un nuovo nemico, la Mistress9. Le guerriere del sistema solare esterno invece tenteranno di uccidere Sailor Saturn prima che si risvegli, ma vengono più volte bloccate da Sailor Moon. Con il risveglio della Mistress9 grazie al cristallo del cuore di Chibiusa, che per puro caso anch'egli era sopita nel corpo di Hotaru Tomoe, Sailor Moon tenta il tutto per tutto per salvarla e credendo alle parole della nemica le consegna la coppa. Grazie agli sforzi congiunti delle guerriere Sailor, che dapprima si ritrovano separate in due fazioni, poi costrette a fare fronte comune, la terza serie si chiude con lo scontro decisivo contro Sailor Saturn e Pharao90, al quale poi si unirà Super Sailor Moon.
L'amante della principessa Kaguya
Episodio speciale del manga dal quale è stato tratto il film Sailor Moon S The Movie - Il cristallo del cuore, ambientato prima della fine della terza serie e dopo l'apparizione del Seihai (la Coppa Lunare nel doppiaggio italiano dell'anime e Calice Sacro nella nostra traduzione del manga), dove compare per la prima volta (e unica nell'anime) Luna in versione umana.

### Parte IV
Yume (acts 39-49 volume 13-18, episodi 128-166 della serie TV, Sailor Moon Eternal)
La quarta serie spazia dall'atto 34 al 42 della vecchia edizione manga. La serie animata tratta dalla serie è Sailor Moon SuperS. Il titolo della saga nel manga, Yume, deriva dal tema di fondo della serie: i sogni. Viene introdotto Elios e come nemici sono presenti il Trio Amazzonico e il Quartetto delle Amazzoni, tutti sgherri appartenenti al Dead Moon Circus.
Nell'anime le guerriere Sailor devono affrontare il "Circo della luna spenta", un'organizzazione malvagia diretta dalla regina Nehellenia e da Zirconia, sua sottoposta, il cui scopo è di trovare lo Specchio dorato, posseduto solo da quell'essere umano che, avendo un sogno meraviglioso nel suo animo, permette allo spirito di Elios di rifugiarcisi dentro poiché il suo corpo è stato rinchiuso in una gabbia da Nehellenia. Pegasus, lo spirito di Elios, che si presenterà nei sogni di Chibiusa sotto forma di pegaso e unicorno bianco, è il vero obiettivo di Nehellenia per il cristallo che custodisce nel corno, detto cristallo d'oro.
Sia il Trio che il Quartetto Amazzonico non riusciranno a trovare questo specchio (in realtà posseduto proprio da Chibiusa), fino a che la stessa ragazzina con l'aiuto di Sailor Moon e alla cosiddetta forza dei sogni meravigliosi dell'umanità, avrà modo di usare il cristallo d'oro per sconfiggere Nehellenia e relegarla temporaneamente nel suo stesso specchio in cui si era rinchiusa con l'aiuto di Zirconia per non perdere la giovinezza.
Nel manga non vi sono specchi dei sogni da cercare e l'obbiettivo di Nehellenia è diventare la vera regina della luna e quindi impossessarsi del Cristallo d'argento. Nel finale Nehellenia verrà sconfitta dal potere unito di tutte le sailor senshi che ottenendo il grado di trasformazione Sailor Star, permettono a loro volta di fare evolvere anche la protagonista fino all'ultimo livello di Eternal Sailor Moon e fare scoprire a Mamoru di custodire dentro di sé il cristallo d'oro. La storia si conclude con la cerimonia di incoronazione di Neo Queen Serenity e King Endimion fino all'apparizione del Sailor Quartet ovvero il Quartetto delle amazzoni liberato dal malvagio potere di Nehellenia.
Il mistero dei sogni
Sailor Moon SS The Movie - Il mistero dei sogni è un film cinematografico ambientato probabilmente dopo la fine della quarta serie anime; non vi sono corrispondenze con il manga.

### Parte V
Intermezzo di Nehellenia (episodi 163-173 della serie TV)
I primi sei episodi della quinta serie televisiva, Sailor Moon Sailor Stars, sono dedicati al ritorno di Nehellenia liberata dalla sua prigionia da una misteriosa entità. Questa parte, assente nel manga, consente a Nehellenia di tornare ai tempi in cui era bambina e rivivere al meglio la sua vita.
Stars (acts 50-60 volume 18, episodi 174-200 della serie TV, Sailor Moon Cosmos)
L'ultima serie dalla saga, dall'atto 43 al 52 della vecchia edizione. Nell'anime corrisponde alla serie Stars, in riferimento agli Star Seeds (Semi di Stella in italiano), obiettivo del nuovo nemico. Vengono presentate nuove Sailor Senshi della nostra galassia, ma appartenenti a sistemi planetari differenti, come le Sailor Starlights. Tra i nuovi personaggi ci sono ChibiChibi, la principessa Kakyuu e la malvagia Sailor Galaxia. Viene rivelata, inoltre, l'essenza di ogni male, ovvero Chaos, madre di tutti i malvagi presenti nella serie (almeno nel manga). La storia diverge molto da anime a manga, poiché in quest'ultimo Galaxia cerca solo gli Star Seeds delle guerriere Sailor (i Sailor Crystals) e appaiono molte più Sailor agli ordini di Galaxia.

## Personaggi

I protagonisti dell'anime. Da sinistra: Sailor Pluto, Sailor Uranus, Sailor Neptune, Sailor Mercury, Tuxedo Kamen, Sailor Mars, Sailor Moon, Sailor Chibimoon, Sailor Jupiter e Sailor Venus.

- Usagi Tsukino (Bunny): protagonista della serie, ragazza di quattordici anni allegra e vivace, poco portata per lo studio e molto piagnucolosa, è in grado di trasformarsi in Sailor Moon, guerriera dell'amore, della Giustizia e del Mistero. I suoi colori sono il bianco e il rosa (all’interno del manga)[12]. Reincarnazione della Principessa Serenity, è protetta dalla Luna.
- Mamoru Chiba (Marzio): futuro marito di Usagi, che nei panni dell'inizialmente ambiguo Tuxedo Mask (Milord) aiuta la guerriera; è la reincarnazione del Principe della Terra, Endymion, fidanzato della Principessa Serenity.
- Ami Mizuno (Amy): ragazza molto timida e studiosa, si trasforma in Sailor Mercury, guerriera dell'acqua e di tutti i suoi stadi, della saggezza e del sapere. Il suo colore è l'azzurro. Ami è la più razionale tra le guerriere ed è protetta da Mercurio.
- Rei Hino (Rea): sacerdotessa miko nel santuario shintoista del nonno; il suo carattere la porta spesso a scontrarsi con Usagi. Si trasforma in Sailor Mars, la guerriera della battaglia, del fuoco e della passione. Il suo colore è il rosso[12], ed è protetta da Marte.
- Makoto Kino (Morea): ragazza molto attiva, mascolina e socievole, si trasforma in Sailor Jupiter, guerriera del fulmine, della protezione, del coraggio e della natura in genere. Il suo colore è il verde[12], mentre il suo pianeta Giove.
- Minako Aino (Marta): ragazza molto determinata, solare e altruista, si trasforma in Sailor Venus, guerriera dell'amore, della luce e della bellezza. Minako è protagonista del manga Codename Sailor V. Principessa di Venere, il suo colore è l'arancione[12].
- Luna: gatta nera parlante, dona i poteri a Usagi, con cui riesce a trovare le altre guerriere. È amica di Artemis, con il quale si fidanzerà e avrà una figlia, Diana.
- Haruka Ten'ou (Heles): ragazza molto decisa e sicura, si trasforma in Sailor Uranus (Sailor Urano), guerriera dei venti e dei cieli. Principessa di Urano, il suo colore è il blu.
- Michiru Kaiou (Milena): raffinata violinista, si trasforma in Sailor Neptune (Sailor Neptuno), guerriera degli abissi e della grazia. Il suo colore è il verde acqua. Michiru è protetta da Nettuno.
- Setsuna Meiou (Sidia): custode della Porta dello Spazio Tempo, si trasforma in Sailor Pluto, guerriera del tempo e degli Inferi. Il suo colore è il nero ed è protetta da Plutone.
- Hotaru Tomoe (Ottavia Tomoe): incarnazione di Sailor Saturn, la guerriera del silenzio, dell'oscurità, della morte, della distruzione e della rinascita. Presumibilmente è lei la guerriera più potente del Silver Millennium. Una volta risvegliata il suo compito (solo nel manga) è quello di distruggere e fare rinascere il mondo. Hotaru è la principessa di Saturno, e il suo colore è il viola.
- Chibiusa[13]: figlia della Regina Serenity e il Re Endymion (Usagi e Mamoru del futuro), è giunta dal 30º secolo. Si trasforma in Sailor Chibi Moon (Sailor Chibiusa), guerriera in addestramento della futura Luna. Il suo colore è il rosa confetto.
- Sailor Starlights: tre combattenti provenienti da un altro sistema planetario della nostra galassia, conosciute singolarmente con il nome di Sailor Star Fighter, Sailor Star Maker e Sailor Star Healer.

## Nemici
Qui elencati i nomi dei gruppi dei nemici presenti nell'anime e nel manga di Sailor Moon, tra parentesi il nome dato nell'adattamento italiano dell'anime anni 90:
- Dark Kingdom (Regno delle Tenebre): primo gruppo che si scontra con le guerriere Sailor, il suo obiettivo è quello di distruggere la Terra. È capitanato da Queen Beryl e da Queen Metaria. Compare nella prima stagione.
- Ail e An (Ale e Anna): due alieni venuti per raccogliere energia per la fonte della loro vita, ovvero l'albero Makaiju. Compaiono nella prima parte della seconda stagione, presenti solo nell'anime.
- Clan Black Moon (Famiglia della Luna Nera): secondo gruppo con a capo il principe Diamond e Wiseman/Death Phantom. Compare nella seconda parte della seconda stagione.
- Death Busters (Esercito del silenzio): gruppo antagonista della terza stagione, è capeggiato dal Professor Soichi Tomoe, padre di Hotaru, da Mistress 9 e da Master Pharaoh 90
- Dead Moon Circus (Circo della Luna Spenta): Gruppo di Zirconia/Nehellenia. Compare nella quarta stagione.
- Shadow Galactica: ultimo gruppo con a capo Sailor Galaxia. Compare nella quinta stagione.
- Chaos: il vero e proprio nemico delle guerriere, che prende vari aspetti.

Altri nemici appaiono nei manga one-shot e nei musical.
- Xenian e Fiore nel film La promessa della Rosa;
- Snow Princess Kaguya e le sue Ballerine di Neve nel secondo film;
- Badiane e i suoi elfi nel terzo film;
- Vari mostri spiriti maligni nei manga delle serie Battle exam, Casablanca Memories, Il Diario Illustrato di Chibiusa  e negli episodi speciali dell'anime;
- Vampiri e alieni del pianeta Dark Sirius e della cometa Coalt nei Musical;
- Apsu e le Opposito Senshi nel videogioco Sailor Moon: Another Story;

Da segnalare, inoltre, che in ogni serie vi è un episodio in cui il nemico non appartiene al gruppo principale degli antagonisti della serie (si veda per esempio, per la prima stagione, la puntata nº 20, intitolata "Il fantasma").

## Produzione
Naoko Takeuchi voleva creare una serie che trattasse di una ragazza legata allo spazio; nacque così Sailor V, il cui primo capitolo uscì sulla rivista Run Run nell'estate del 1991, e il suo editore, Fumio Osano, finì per chiederle di fare indossare alle protagoniste un completo alla marinara e successivamente si decise di farne un gruppo. Nel novembre del 1991 venne pubblicizzato un nuovo manga sulla rivista Nakayoshi dal titolo Bishoujo Senshi Sailor V la cui protagonista era molto simile a Usagi, ma portava una divisa simile a Sailor V, in testa portava una coroncina e con lei vi era Artemis e nello sfondo un'ombra somigliante a Tuxedo Kamen. Il mese successivo il titolo fu cambiato e nacque, Bishoujo Senshi Sailor Moon.

### DaSailor VaSailor Moon
Quando il manga Sailor V fu proposto per l'animazione l'autrice pensò a una nuova storia, e basandosi sul genere assai famoso all'epoca, quello del sentai, nacquero cinque eroine. Il manga fu reinventato come Bishōjo Senshi Sailor Moon, con una nuova protagonista: Usagi Tsukino. Dopo il successo della prima serie fu chiesto alla Takeuchi di continuare, e creò le restanti quattro serie del manga. Alla fine della quarta serie la storia di Sailor Moon era terminata per volere dell'autrice, furono le pressioni degli editori a fare sì che Naoko scrivesse la quinta serie. Naoko nei volumi Deluxe ristampati di recente ha riferito che la serie OAV di Sailor V non è stata mai realizzata in quanto Sailor Moon è da definirsi anche l'anime di Sailor V.

## Temi

### Tematiche yuri
All'interno degli ambienti yuri, Haruka Ten'ou e Michiru Kaiou sono da sempre considerate uno dei massimi esempi di coppia omosessuale femminile da parte degli appassionati del genere. Considerando i tentativi di censura delle diverse emittenti televisive (tanto in italiano, quanto in inglese), due interventi dell'autrice Naoko Takeuchi hanno posto fine alla diatriba. Significativa è l'intervista pubblicata nel settembre del 1996 alla rivista italiana Kappa Magazine, della Star Comics. Alle domande sulla relazione fra le due guerriere, l'autrice risponde così:
Nel 1998, alla San Diego Comic-Con International, di fronte a una domanda diretta sulla natura della relazione di Haruka e Michiru, l'autrice risponde senza mezzi termini che le due erano una coppia.
Esaminando con più attenzione la loro relazione si nota subito che le due ragazze agiscono in tutto e per tutto come una vera coppia; anche esteticamente, ma soprattutto caratterialmente, ricordano lo stereotipo della coppia composta da un maschiaccio (Haruka) e da una femme (Michiru).
Per quanto riguarda tutti quegli indizi disseminati nelle varie serie che hanno portato i fan dello yuri a vedere nelle due una coppia effettiva ancora prima dell'ufficializzazione avvenute da parte dell'autrice, si possono notare i giochi con le dita delle mani che le due compiono spesso tanto nella terza serie dell'anime, quanto nella quinta, come a tradire una perfetta intimità non solo mentale, ma anche fisica. Più avanti gli accenni di gelosia di Haruka nei confronti di Michiru: una delle scene più famose (censurata in Italia) riguarda la consegna di un mazzo di rose da parte di un ammiratore segreto. Alla vista delle rose Haruka sembra arrabbiarsi, tant'è che Michiru le chiede se sia o meno gelosa, e, quando la ragazza glissa sull'argomento l'altra non può fare a meno di notare come la guerriera di Urano non diventi poi gelosa così spesso.
L'ultimo segno riguarda i rapporti, e tradimenti, nei confronti delle altre protagoniste: si ha la sensazione che le due possano affrontare qualsiasi difficoltà, purché agiscano insieme. Durante tutta la prima parte della terza serie dell'anime, per esempio, è evidente come Haruka e Michiru perseguano un obiettivo differente dal resto delle guerriere e a loro incomprensibile. Negli ultimi episodi della quinta serie è storico il loro falso tradimento così come anche la scena in cui, private del loro star seeds, cercano di sfiorarsi le mani in punto di morte. Rimane da evidenziare l'affetto provato da Haruka per Usagi, che, soprattutto nel manga, pare superare quello provato per Michiru: infatti Sailor Uranus bacia Sailor Moon sulle labbra (cosa mai fatta con Sailor Neptune) e si dispera quando la crede morta.

## Manga
Le basi della serie nacquero con il manga Codename Sailor V, che propone gli elementi principali della serie, ma il cui personaggio principale è Minako Aino. Pubblicato nel 1991 e poi raccolto in 3 tankōbon, quando fu suggerito all'autrice la creazione di una serie animata basata sul manga, la Takeuchi decise di creare un sequel, sempre sullo stile majokko, ma fondendolo con l'allora popolare genere super sentai finendo per creare un gruppo di cinque eroine e approdando così al manga Sailor Moon.
Sailor Moon venne pubblicato per la prima volta sulla rivista giapponese Nakayoshi nel febbraio 1992, creato dalla mangaka Naoko Takeuchi. Il manga venne originariamente diviso in 52 capitoli, chiamati Act, ossia atti intesi come parte in cui è suddivisa un'opera teatrale, con l'aggiunta di una dozzina di storie alternative incentrate su un singolo personaggio della serie. La serie fu poi raccolta in 18 tankōbon, la cui pubblicazione, cominciata a luglio 1992, si concluse nel 1997. Alcune storie parallele o materiale bonus fu invece pubblicato sulla rivista Run Run della stessa casa editrice, famosa per il manga Codename: Sailor V.
Nel 2003 la serie fu ripubblicata in un nuovo formato, conosciuto come "renewal" o "shinsōban". I dialoghi e i disegni furono corretti; inoltre, si decise di utilizzare il logo del live action Bishōjo senshi Sailor Moon uscito nel medesimo periodo e la traduzione inglese Pretty Guardian Sailor Moon. I volumi totali diventarono quindi 12 (250 pagine l'uno), più due aggiuntivi, contenenti le storie brevi. Il numero di atti passò da 52 a 60 a causa della divisione di alcuni in due parti. Fu inoltre pubblicata la versione shinsoban in 2 volumi di Sailor V.

### Omake
Gli omake sono 5 e includono:
- Il Diario illustrato di Chibiusa, quattro racconti pubblicati annualmente, originariamente nei volumi numero 5, 10, 15 e 17. Nella versione shinsōban furono raccolti nel volume Story Collection Volume 1 (ISBN 4-06-334910-1, agosto 2004). Il primo racconto venne utilizzato per creare l'episodio speciale Il ritorno del vampiro e il terzo per l'episodio 153 "Un dentista del terrore? La casa di Parapara", ambedue appartenenti alla quarta serie.
  - Attenti ai Nuovi Studenti!
  - Attenti a Tanabata!
  - Attenti alla Carie!
  - Il Segreto dell'Hammer Price Hall
- La Battaglia degli esami, tre storie su Ami Mizuno, Makoto Kino, e il duo Rei Hino & Minako Aino. Furono pubblicate originariamente nel volume numero 13, e in seguito raccolte in Story Collection Volume 1; qui tutti i nemici sono spiriti rinchiusi in determinati luoghi dal periodo Edo:
  - La Depressione di Mako (まこちゃんのユーウツ?, Mako-chan no yūtsu), in cui Makoto ha dei problemi con lo studio e in seguito con uno spirito chiamato Genius-Lochi Toffee.
  - Il Primo Amore di Ami (亜美ちゃんの初恋?, Ami-chan no hatsukoi), in cui Ami riceve una lettera d'amore e in seguito combatte una creatura chiamata Genius lochi Bonnon. Questo racconto divenne un cortometraggio animato, uscito nei cinema giapponesi nel dicembre 1995.[16]
  - La Battaglia tra le Scuole Femminili di Rei e Minako (レイと美奈子の女子高バトル?, Rei to Minako no joshikō batoru), in cui Minako finge di essere una studentessa della scuola di Rei e dove per sbaglio risveglia uno spirito chiamato Ghost Cistern, che si impossessa di Rei e cerca di mangiare altri studenti. Minako riesce a sconfiggerlo grazie a un ofuda di Rei.
- L'amante della principessa Kaguya (Kaguya-hime no koibito), racconto speciale pubblicato nel volume numero 11. Fu adattato nel film Sailor Moon S The Movie - Il cristallo del cuore del 1994, ripubblicato in una nuova versione nel volume Story Collection Volume 2 (ISBN 4-06-334915-2, settembre 2004).
- Casablanca Memories, che racconta la storia di Rei Hino e di suo padre, apparso nel volume 11, e in versione shinsōban in Story Collection Volume 2; il nemico di questa storia ha l'intento di vendicare Jadeite, uno dei nemici della prima serie.
- Parallel Sailor Moon, una storia alternativa scritta nel 1999 per celebrare l'anno del coniglio. Pubblicata originariamente nell'artbook Materials Collection e in seguito in Story Collection Volume 2.

### Edizione italiana
In Italia il manga fu pubblicato con il titolo Sailor Moon, la combattente che veste alla marinaretta dalla Star Comics, dal 1995 al 1999 in 49 volumi con lettura all'occidentale, più uno speciale contenente alcune omake intitolato Speciale combattimenti e quattro numeri della rivista Kappa Magazine in cui fu raccolta la storia principale del volume 11 della prima edizione giapponese dal titolo L'amante della Principessa Kaguya. I primi 44 volumi erano molto brevi e contenevano solo un capitolo del manga (alcuni capitoli furono divisi in due o più parti perché troppo lunghi) ed erano spillati, mentre dal numero 45 in poi i volumi uscirono in formato uguale a quello giapponese, anche se il 45 fu pubblicato con la spillatura e non la brossura pur avendo 200 pagine.
I numeri da 1 a 26, contenenti i primi due archi, erano indirizzati a un pubblico più infantile, e per questo, oltre al manga, erano presenti rubriche, approfondimenti, giochi e la posta dei lettori (il tutto inerente a Sailor Moon e/o comunque ai manga in generale). Il manga, inoltre, presentava i nomi dei personaggi e le formule di attacchi e trasformazioni uguali all'adattamento italiano dell'anime. In alcuni di questi primi numeri fu pubblicata la rubrica TV Junior curata da Nicola Bartolini Carrassi, che in seguito curò l'adattamento della quinta serie, con interviste ad alcuni dei personaggi televisivi più popolari negli anni novanta. A partire dal terzo arco, la collana fu indirizzata a un pubblico più maturo e molte rubriche furono tolte, pur continuando a mantenere pagine informative sui personaggi e l'opera. Per i nomi dei personaggi, gli attacchi e le trasformazioni furono adottati gli originali giapponesi.
Nel 2010, a seguito dello sblocco dei diritti internazionali, dopo ben sette anni di blocco imposto dall'autrice, e per il rilancio della serie a livello internazionale, viene annunciato l'acquisto dei diritti del manga da parte della casa editrice GP Publishing che, a partire dal 4 novembre 2010, comincia la pubblicazione, sotto il titolo Pretty Guardian Sailor Moon, di un'edizione italiana fedele alla ristampa shinsōban del 2003 (dodici volumi regolari, più due volumi aggiuntivi per le storie brevi e i due di Sailor V) con alcune tavole a colori e in una doppia edizione (standard per le edicole e deluxe per le fumetterie) nella collana GP Club. I nomi dei personaggi, gli attacchi e le trasformazioni rimangono fedeli all'originale giapponese, insieme agli anglicismi di titoli nobiliari o luoghi.
Nel 2016, durante il Lucca Comics, la Star Comics annuncia una seconda ristampa italiana proponendo due edizioni, la prima (per le edicole) sarà quella shinsōban del 2003 (regular edition), precedentemente proposta dalla ex GP Publishing; la seconda invece (per le fumetterie) sarà quella Kanzenban del 2013 (perfect edition) formata da dieci volumi regolari, più due volumi aggiuntivi di Sailor V.

## Anime

### Sailor Moon

La bandiera di Sailor Moon

Dal manga sono tratte cinque serie televisive anime, prodotte da Toei Animation:
1. Sailor Moon
2. Sailor Moon R (Sailor Moon, la luna splende)
3. Sailor Moon S (Sailor Moon e il cristallo del cuore)
4. Sailor Moon SuperS (Sailor Moon e il mistero dei sogni)
5. Sailor Moon Sailor Stars (Petali di stelle per Sailor Moon)

La versione originale ha la struttura base di ogni anime giapponese. Le sigle di apertura e di chiusura sono molteplici e i relativi video cambiano ogni volta che viene aggiunto un personaggio importante ai fini della trama non utilizzata in Italia.
Le formule di trasformazione e gli attacchi delle guerriere sono in inglese.
| Breve anteprima dell'episodio | Sigla d'apertura | 1ª parte | Eyecatch | 2ª parte | Sigla di chiusura | Promo dell'episodio successivo |

Gli episodi di ogni serie sono stati raccolti in VHS, Laserdisc, DVD e infine in Blu-ray.
In Giappone l'anime è stato trasmesso dal 1992 al 1997 su TV Asahi, mentre in Italia prima su Canale 5 e poi su Rete 4 dal 1995 al 1997.

### Pretty Guardian Sailor Moon Crystal
Per il ventesimo anniversario del manga è stata creata una nuova serie original net anime che riprende gli eventi del manga in maniera più fedele. Le prime due stagioni, che adattano i primi due archi del manga in ventisei episodi complessivi, sono trasmesse in Giappone sul sito Internet Niconico dal 5 luglio 2014 al 18 luglio 2015, con il doppiaggio giapponese e la possibilità di selezionare sottotitoli in varie lingue, tra cui l'italiano. Dal 4 aprile 2016 l'adattamento in tredici episodi del terzo arco del manga viene trasmesso su una emittente nazionale della TV giapponese alle 23:00 ogni lunedì.
In Italia la serie viene trasmessa ufficialmente, doppiata in italiano, da Rai Gulp dal 18 dicembre 2016.

#### Sailor Moon Eternal
Proseguendo il progetto iniziato con Sailor Moon Crystal, l'adattamento del quarto arco narrativo è stato diviso in due lungometraggi, usciti nei cinema del Giappone l'8 gennaio e l'11 gennaio 2021.
Il film è stato distribuito internazionalmente il 3 giugno dello stesso anno tramite la piattaforma streaming Netflix.

#### Sailor Moon Cosmos
Il progetto di adattamento del manga si è concluso con Sailor Moon Cosmos, composto come Eternal da due parti, uscite rispettivamente nei cinema del Giappone il 9 e il 30 giugno 2023.
In programmazione il 22 agosto 2024 a livello internazionale sulla piattaforma Netflix.

## Musical
La saga venne adattata in una serie di musical, chiamata comunemente SeraMyu, una produzione teatrale che conta ben 29 musical per un totale di oltre 800 performance, andati in scena tra il 1993 e il 2005. Le storie del musical includono sia storie ispirate alla serie animata, sia materiale originale, creato appositamente per lo spettacolo. Sono oltre venti i memorial album che sono stati distribuiti, contenenti le varie musiche e canzoni dello spettacolo.
Il musical iniziava due volte l'anno, durante l'inverno e l'estate. Per gli spettacoli estivi veniva usato il teatro Sunshine nell'area di Ikebukuro, in Tokyo. Nel periodo invernale, invece, il musical girava tutte le più grandi città giapponesi. L'ultima edizione dello spettacolo, La nuova leggenda dell'isola Kaguya (Revised Edition) (新・かぐや島伝説 <改訂版>?, Shin Kaguyashima Densetsu (Kaiteban)), è andata in scena nel gennaio 2005. Dopo quest'ultimo spettacolo la serie si è fermata per riprendere però quasi dieci anni dopo in concomitanza con il reboot della serie animata, è sono usciti nei teatri di Tokyo ben dieci nuovi Musical riferiti alle cinque stagioni di Sailor Moon..
Tra il 2017 e il 2019 un nuovo musical di Sailor Moon chiamato “Pretty Guardian Sailor Moon - The Super Live" è esibito nei teatri di Tokyo, Kyoto, Hong Kong, Parigi, arrivando persino nei teatri di New York e Washington, infine anche a Broadway (il primo spettacolo teatrale dedicato a un anime che riesce ad arrivarci).

## Serie TV live action
Una serie live di Sailor Moon è stata trasmessa dal 4 ottobre 2003 al 25 settembre 2004 sulla rete TBS, per un totale di 49 episodi. La serie è ufficialmente conosciuta come Bishōjo senshi Sailor Moon (o Pretty Guardian Sailor Moon internazionalmente), ed è stato il primo adattamento ad avere un titolo interamente in inglese. Molte altre reti hanno trasmesso la serie.
La trama segue accuratamente il manga, piuttosto che la serie animata, ma gli ultimi episodi prendono una strada tutta nuova, con l'aggiunta di nuovi personaggi e di una nuova trama, estranei sia al manga che alla serie animata. Altri tre episodi sono stati distribuiti dopo la conclusione della serie. Non furono mai trasmessi in televisione. Due di questi episodi, chiamati Special Act, sono ambientati quattro anni dopo la serie, e mostrano il matrimonio di due protagonisti, mentre il terzo episodio, chiamato Act Zero, è un prequel che parla delle origini di Sailor Venus e Tuxedo Kamen. Da notare che anche la Toon Makers nel 1994 presentò l'idea di una rappresentazione dal vivo americana di Sailor Moon, in cui le scene di vita quotidiana sarebbero state girate da attori in carne e ossa, mentre quelle di combattimento sarebbero state animate. Il progetto fu abbandonato subito dopo la presentazione del promo, che non riscosse immediato successo.

## Videogiochi
Grazie alla popolarità delle serie vennero distribuiti una serie di videogiochi basati su di essa sia in versione arcade che per console. Alla fine del 1998 i videogiochi pubblicati in Giappone arrivarono a venti. Nessun videogioco di questi fu distribuito fuori del Giappone tranne Bishoujo Senshi Sailor Moon, sviluppato dalla Angel, che fu pubblicato in Francia nel 1994.
La studio Bandai produsse alcuni dei videogiochi della serie, ma la maggior parte di essi furono prodotti da uno studio giapponese chiamato Angel. Inizialmente questi giochi rientravano nella categoria picchiaduro a scorrimento, successivamente in quella dei rompicapo, e infine a quella dei combattimento. Another Story fu l'unico videogioco della serie ad avere maggior attenzione, essendo un videogioco di ruolo.
In Panic in Nakayoshi World, gioco di tipo rompicapo che includeva vari personaggi dell'omonima rivista, era possibile usare Sailor Moon e Chibimoon come personaggi. Altri videogiochi a scorrimento furono prodotti per Game Boy (Sailormoon e Sailormoon R), e uno per Game Gear (Sailormoon S).
Era stata annunciata un'uscita per Wii sviluppata dalla Namco, con il titolo "Sailor Moon", che doveva essere distribuita il 31 dicembre 2007. Non è chiaro se queste voci erano fondate, siccome non ci sono stati annunci ufficiali dalla produzione.
Nel 2010, con lo sblocco dei diritti internazionali viene annunciato, tra novembre e dicembre dello stesso anno, l'uscita in esclusiva per l'Italia di un gioco per Nintendo DS della Namco Europe, uscita poi rimandata a marzo 2011. Il titolo del gioco è lo stesso dato alla seconda serie da Mediaset, Sailor Moon: La luna splende, anche se attacchi, trasformazioni e nemici presenti sono quelli della prima serie.

## Colonna sonora
In Giappone sono usciti vari cd contenenti le musiche e le canzoni di sottofondo della serie TV, dei tre film, dei videogiochi e i drama, per un totale di 42 cd e 30 mini cd.
I cd-box sono invece due: il primo del 1997 Memorial song box (6 cd) e il secondo Memorial music box (10 CD) del 1998. La sigla di apertura per le prime quattro stagioni dell'anime è stata Moonlight densetsu, sostituita nella quinta stagione da Sailor Star Song. Le sigle di chiusura variano in ogni stagione, e a eccezione della terza serie, ognuna di esse ha almeno due canzoni distinte.
In Italia l'unico cd pubblicato è Cristalli, petali e misteri per Sailor Moon, che contiene le cinque sigle televisive italiane (più la versione dance remix della prima) tutte eseguite da Cristina D'Avena, la riscrittura italiana della Sailor Star Song e tutta la traccia audio dell'ultimo episodio, con l'aggiunta di due voci narranti: Artemis (Pietro Ubaldi) e Seiya (Nicola Bartolini Carrassi); Bartolini Carrassi è l'autore del testo italiano di Sailor Star Song (oltre ai testi delle canzoni del gruppo Three Lights eseguiti nella serie, che si discostano in toto dalle originali unico punto in comune è la base strumentale), e dei testi aggiuntivi della traccia drama intitolata 'Sailor Moon e il trionfo delle stelle', che si conclude con un saluto in gruppo di tutti i doppiatori (non presente nell'edizione tv). La prima versione di Cristalli, Petali e Misteri per Sailor Moon è quindi composta da un totale di 8 tracce. Il cd è prodotto da Alessandra Valeri Manera. Nel 2011 ne è uscita una riedizione di quattordici tracce comprendente tutte le sigle, più le loro versioni strumentali, ma senza la traccia dell'ultimo episodio.
Il testo delle sigle italiane delle cinque serie TV è scritto da Alessandra Valeri Manera, la musica delle prime tre sigle è composta da Carmelo "Ninni" Carucci e quella delle ultime due è composta da Piero Cassano.
Nell'ottobre 2021, RCO Records realizza l'album di Enzo Draghi Petali, Stelle & Draghi per Sailor Moon. Il CD -ideato e prodotto da Nicola Bartolini Carrassi, con la direzione musicale dello stesso Draghi e di Francesco Faggi- propone, nelle prime sette tracce, la versione italiana di Sailor Star Song, la Canzone di Chibiusa, e i brani dei Three Lights, con i testi definitivi, recuperati dopo quasi 20 anni, (negli episodi furono inserite solo le tv size). Seguono quattro tracce bonus, ovvero le sigle Italiane re interpretate dal musicista Alessandro Porcella. Chiude il CD la traccia drama intitolata 'Sailor Moon e il trionfo delle stelle', (la stessa presente nel primo CD della RTI del 1997).

## Merchandising

Copertina di un anime comic pubblicato in Italia

### Artbook
I primi cinque artbook, Original Picture Collection Volume I~V disegnati dalla Takeuchi trattano rispettivamente le cinque parti in cui è divisa la storia originale. Insieme ai vari disegni sono presenti dei commenti dell'autrice, focalizzandosi sullo sviluppo e sull'ispirazione di essi, e sull'adattamento del manga in diverse serie animate. Il sesto artbook, Original Picture Collection Volume Infinity, è stato pubblicato in edizione limitata nel 1997, e conteneva, a parte le illustrazioni dell'autrice, anche disegni e commenti delle persone che hanno lavorato con lei nel corso degli anni, compresi diversi doppiatori dell'anime. L'ultimo artbook, Materials Collection (美少女戦士セーラームーン設定資料集?, Bishōjo Senshi Sailor Moon settei shiryōshū), pubblicato nel 1999, contiene diverse bozze e note sullo sviluppo iniziale dei personaggi del manga, soprattutto sulle diverse uniformi e personalità delle guerriere. Sono anche presenti alcuni personaggi che non sono stati inclusi nella serie, più alcune informazioni cronologiche delle serie. Alla fine è presente il famoso omake Parallel Sailor Moon.
Tutti e sette gli artbook sono inediti in Italia.

### Anime comics
Contemporaneamente al manga pubblicato da Star Comics la Marvel Kids, oggi Panini Comics, ha pubblicato anche trenta anime comics degli episodi più belli della prima serie di Sailor Moon, con formato 17 cm × 26 cm e rilegatura spillata sulla prima serie. Questi trenta volumetti sono il risultato del frazionamento dei 10 volumi dell'anime comics originali usciti in Giappone.  Sono usciti anche tre volumetti in formato pocket, contenenti alcuni Anime comics di Sailor Moon R, facendo rimanere inediti gli altri (in originale 9 volumi). Sono tutti inediti, invece, gli Anime comics di Sailor Moon R the Movie (volumetto unico), di Sailor Moon S (7 volumi) e infine Sailor Moon SuperS (6 volumi). Durante il Lucca Comics 2011, la GP Publishing annuncia la pubblicazione degli stessi a partire da marzo 2012.

### Altre pubblicazioni cartacee
Oltre a manga e anime comics in Italia furono pubblicate delle riviste mensili su Sailor Moon edite dalla Diamond Publishing, tra cui Sailor Moon (che conteneva i riassunti delle puntate più importanti e molte rubriche come Tutti in cucina o la posta), Gioca con Sailor Moon e Le avventure di Sailor Moon dove venivano rinarrate le avventure più belle, anche se con qualche licenza poetica.

#### Fanbook
Nel 1996 furono pubblicati dalla Nakayoshi Media Books cinque fanbook dedicati al Sailor Team la cui edizione in lingua italiana uscì l'anno successivo per la Diamond Publishing. L'edizione italiana si presentava in un formato ridotto e senza sovracoperta rispetto agli originali giapponesi, a cui era stata allegata anche una custodia.
Nel 2009, sempre in Italia, è uscito un libro dedicato a Sailor Moon nella collana I love anime, edito da Iacobelli editore, dal titolo Sailor Moon, la bella ragazza guerriera scritto da Elena Romanello, autrice di altri titoli della collana.

#### Vario
Innumerevoli sono i prodotti relativi alla serie usciti in tutto il mondo nel corso degli anni: per esempio magliette, borsette, vestiti, orologi, occhiali, prodotti per la scuola, cd, cosmetici, giocattoli, action figure, card, figurine, videogiochi e prodotti per lo sport.

## Accoglienza

### Il fenomenoSailor Moon

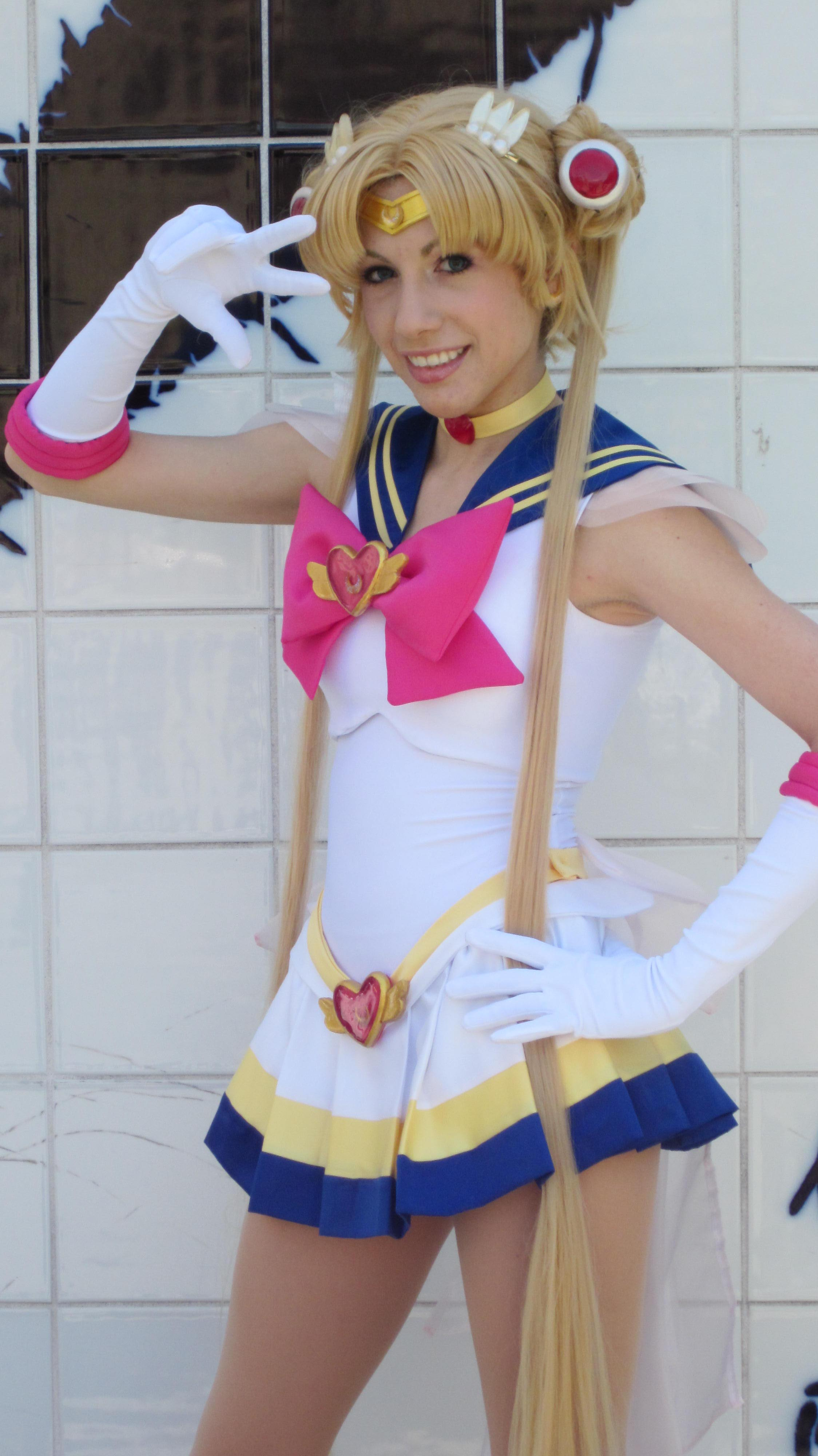
Cosplayer di Sailor Moon

Venduta dopo qualche anno in diversi paesi esteri, Sailor Moon diventa una serie nota in tutto il mondo, dai paesi dell'Asia Orientale, all'Europa fino agli Stati Uniti. L'anime di Sailor Moon era stato inizialmente pensato per essere una serie di soli sei mesi, ma grazie alla sua crescente popolarità, la serie continuò a essere allungata, fino a toccare le cinque stagioni per un totale di cinque anni di trasmissione. In Giappone la serie era trasmessa ogni sabato sera in prima serata, con uno share complessivo che ruotava intorno 11-12% per tutta la durata della serie.
Sailor Moon è stata una delle serie di successo più importanti del Giappone, fruttando più di 1,5 miliardi di dollari durante i primi tre anni. Dieci anni dopo, la serie era ancora in testa al sondaggio della sua rete principale, il TV Asahi's Top 100 Anime polls del 2005 e 2006. La serie animata si aggiudicò il premio di Animage Animage Anime Grand Prix nel 1992.
Il manga vinse il Kodansha Manga Award nel 1993 per la categoria shōjo.
Sailor Moon ha avuto anche un grande successo internazionalmente. La prima lingua straniera in cui è stata adattata la serie è il francese, a cura del Club Dorothée nel dicembre 1993. Altri paesi, come la Spagna, l'Italia e la regione amministrativa di Hong Kong seguirono l'esempio della Francia. In seguito la serie sbarcò nel Nord America.
Tuttavia la sua forte connotazione di prodotto giapponese ha portato da una parte a forti polemiche da parte di associazioni dei genitori che giudicarono l'anime "poco adatto ai bambini", dall'altra a interventi di adattamento da parte delle varie emittenti televisive, volti a eliminare gli aspetti meno accettabili a un pubblico non giapponese.

### Il successo in Italia, il rilancio e i relativi ascolti TV
In Italia, come già capitato ad altre serie animate di successo, Sailor Moon conobbe molta popolarità anche grazie allo svariato numero di prodotti del merchandising ufficiale giapponese (bambole, pupazzetti, giocattoli e tre linee scuola), distribuiti dalla Giochi Preziosi. Come testimonial pubblicitaria dell'intera linea fu scelta Elisabetta Ferracini, all'epoca conduttrice del programma per ragazzi Solletico.
Un altro esempio del successo della serie di Naoko Takeuchi in Italia può essere visto nella creazione nei primi anni 2000 dei gruppi del fumetto W.I.T.C.H. da parte della Walt Disney Italia, e del cartone Winx Club da parte della Rainbow, che riprendono il format della squadra di cinque ragazze dotate di poteri magici, in modo similare a quanto è accaduto in Giappone con serie come Wedding Peach, Tokyo Mew Mew, Mermaid Melody o Pretty Cure.
Dopo sei anni di attesa l'anime è stato ritrasmesso in Italia: prima sul canale a pagamento Hiro di Mediaset Premium, dal 1º marzo al 19 settembre 2010, e in seguito in chiaro su Italia 1, dal 23 agosto 2010 dove, spesso (principalmente per le prime tre stagioni), ha registrato una media di ascolti pari a 800.000/900.000 telespettatori con picchi sul milione di telespettatori, con share generali intorno agli 8-9-10% e una media del 40% nelle sole femmine del target 4-14 anni. La serie (per ora, relativamente alle prime due stagioni) è comparsa nella classifica mensile dei cinque programmi più visti nella fascia d'età 4-14 anni per due volte consecutive, con singole puntate aventi indici di gradimento medi intorno al 30%..
L'indice medio, registrato nel pubblico 4-14 anni relativo all'autunno 2010, è stato del 25,5%; a gennaio 2011, mentre era in onda la terza stagione, la media nella suddetta fascia d'età si è attestata intorno al 20%.
In occasione del rilancio della serie Backstage ha negoziato con Toei Animation per lo sfruttamento del relativo merchandise sul territorio italiano, così come aveva fatto in precedenza con Dragon Ball e I Cavalieri dello zodiaco, e che comprenderà fumetti, magazine, album di figurine, home video, videogiochi, giocattoli, oggettistica, linee d'abbigliamento, articoli da scuola e cartoleria e prodotti alimentari. La distribuzione è prevista tra la seconda metà del 2010 e il 2011 e, per l'occasione, la Toei Animation ha fatto realizzare una nuova style guide internazionale curata da Kappa Edizioni con disegni eseguiti da Marco Albiero. Dynit si è occupata dell'edizione home video in DVD dell'anime, pubblicando le cinque serie in versione integrale, gli special e i lungometraggi, mentre GP Publishing ha pubblicato la versione renewal del manga in due versioni, una "standard" per il circuito delle edicole e una "deluxe" per le sole fumetterie, entrambe con una nuova traduzione. Il primo numero del manga è stato presentato in anteprima nel novembre 2010 alla mostra mercato di Lucca Comics.

### Critiche
Gli elementi di Sailor Moon sono stati spesso giudicati poco opportuni dalle associazioni per la salvaguardia dell'infanzia. Vengono citati per due motivazioni:
- Eccessiva violenza: i combattimenti in cui le protagoniste e i loro antagonisti sono implicati si risolvono spesso in contatti fisici forti o mortali; particolarmente negativa viene inoltre giudicata la rappresentazione del sangue, sebbene nell'intera serie raramente venga chiaramente mostrato. Si evidenzia che nel manga ci sono molte più morti rispetto alla versione animata, dove i nemici principali passano al bene invece di morire come nel manga.
- Riferimenti sessuali: per alcuni personaggi sono suggerite inclinazioni omosessuali, elemento tipico di manga e anime (vedi shōnen'ai e yuri) indirizzati al pubblico femminile. I due casi sono l'omosessualità di Michiru e Haruka (Sailor Neptune e Sailor Uranus), se pur mai palesata come specificato in precedenza, e quello delle Sailor Starlight che, nella sola versione animata, si trasformano in ragazzi, ritornando al sesso femminile unicamente quando si trasformano in guerriere. La stessa Naoko Takeuchi rimase sconvolta nel vedere il "trattamento" che la Toei Animation riservò alle modifiche del sesso di queste guerriere[53].